# Gavialidium eremitum
Gavialidium eremitum är en insektsart som först beskrevs av Günther, K. 1938.  Gavialidium eremitum ingår i släktet Gavialidium och familjen torngräshoppor. Inga underarter finns listade i Catalogue of Life.